# Бакай (Вознесенський район)
Бака́й — село в Україні, у Прибужанівській сільській громаді Вознесенського району Миколаївської області. Населення становить 245 осіб. До 2016 року орган місцевого самоврядування — Дмитрівська сільська рада.

## Назва
Назва походить від народного географічного терміна бакай «глибока западина», яма в річці, у ставку; баюра, глибока баюра в балці; яма в болоті. Термін слов'янського походження.